# Étrœungt

Étrœungt este o comună în departamentul Nord, Franța. În 1 ianuarie 2022 avea o populație de 1.255 de locuitori.